# گولدویش
گولدویش (انگلیسی: Goldvish) شرکت الکترونیک سوئیسی است، که در سال ۲۰۰۶ تأسیس شد.